# Матвеев, Виталий Иванович
Вита́лий Ива́нович Матве́ев (1 января 1936, Свеча, Кировский край — 2 октября 2010, Санкт-Петербург) — советский и российский киноактёр.

## Биография
Виталий Матвеев родился 1 января 1936 года на станции Свеча Кировской области в семье рабочего, будущего фронтовика, кавалера двух Орденов Славы Ивана Митрофановича Матвеева. Мать — Ольга Павловна Матвеева (Пестова). Двоюродный брат — Николай Матвеев — советский ботаник и эколог. Двоюродный племянник — Михаил Матвеев — российский историк, оппозиционный политик, депутат Госдумы. Он проживал вместе с Галиной Ивановной Быстровой (1934—2012).
В 1958 году окончил ВГИК (курс С. А. Герасимова), однокурсник Людмилы Гурченко, Натальи Фатеевой, Зинаиды Кириенко. Актёр киностудии «Ленфильм». Среди актёров имел прозвище «Матео» по одной из юношеских ролей. В молодости писал стихи и рассказы (не публиковались), увлекался в качестве хобби ремонтом настенных часов и радиоприёмников. В годы перестройки активно участвовал в общественно-политической жизни Ленинграда, на выборах в народные депутаты СССР был доверенным лицом Николая Иванова (Гдлян и Иванов), образ которого воплотил в фильме «Пирамида».
Член Союза кинематографистов с 1994 года.
Был инициатором установки в Санкт-Петербурге к 100-летию Сергея Герасимова мемориальной доски на доме, где в 1935—1941 годах жили С. А. Герасимов и Т. Ф. Макарова (улица Мира, 6)., добиваясь установки которой, потратил много сил и здоровья. Установку этой доски считал целью своей жизни в последние годы.
Молодому поколению больше всего известен как дед с ружьём в фильме Алексея Балабанова «Брат».
Умер в Санкт-Петербурге 2 октября 2010 года. Тело актёра было кремировано, прах захоронен в городе Кирово-Чепецке Кировской области, рядом с могилами родителей (по завещанию).

## Фильмография
- 1956 — Челкаш — Гаврила
- 1959 — Это было весной
- 1959 — Хождение по мукам — Махно
- 1960 — Сильнее урагана — Курт
- 1961 — Старожил — Сидоренко, стрелок ВОХР
- 1962 — После свадьбы — Тихон Чудров
- 1963 — Синяя тетрадь — Алексей
- 1964 — Пока фронт в обороне
- 1964 — Донская повесть — красный казак (нет в титрах)
- 1966 — Два билета на дневной сеанс
- 1967 — Мятежная застава — рабочий
- 1967 — В огне брода нет — красноармеец с культей
- 1968 — Моабитская тетрадь — заключенный
- 1968 — Виринея — селянин, раненный в руку
- 1969 — Белое солнце пустыни — бандит, убитый Саидом (нет в титрах)
- 1969 — Князь Игорь — холоп (нет в титрах)
- 1969 — Красная палатка — провожающий (нет в титрах)
- 1970 — Любовь Яровая — Семён, белый солдат
- 1971 — Даурия — беглый каторжник
- 1977 — Блокада — водитель
- 1977 — Объяснение в любви — заключённый
- 1978 — Завьяловские чудики — Ермолай
- 1978 — Человек, которому везло — геолог
- 1979 — Особо опасные — усатый бандит, подручный Красавца
- 1979 — Забудьте слово «смерть» — рябой бандит
- 1979 — Багряные берега — Горак
- 1980 — Юность Петра — Иуда
- 1980 — В начале славных дел — Иуда
- 1981 — Товарищ Иннокентий
- 1984 — Каждый десятый
- 1984 — Челюскинцы — Кудрявцев
- 1984 — Иван Павлов. Поиски истины — Прохоров
- 1985 — Зимняя вишня — старик-бомж
- 1986 — Исключения без правил (новелла «Скрепки») — маляр
- 1987 — Секретный фарватер — помощник Шубина
- 1987 — Подданные революции — Сурогин
- 1989 — Пирамида — следователь Ванин
- 1990 — Духов день — обитатель пансионата
- 1992 — Удачи вам, господа!
- 1993 — Аляска Кид — каторжник
- 1997 — Брат — хозяин квартиры с двустволкой
- 1998 — Улицы разбитых фонарей. Лекарство от скуки — бомж
- 1998 — Агент национальной безопасности. Свет истины — отец Влас
- 2000 — Империя под ударом — дворник
- 2001 — Тайны следствия. Чужой крест — Петрович
- 2005 — Улицы разбитых фонарей-5. Лохотрон — сосед Вована
- 2009 — Лиомпа — Пономарёв (последняя роль)[3]
- 2013 — Трудно быть богом — возница (в фильм не вошёл)